# سنگ نیمه‌آتشفشانی

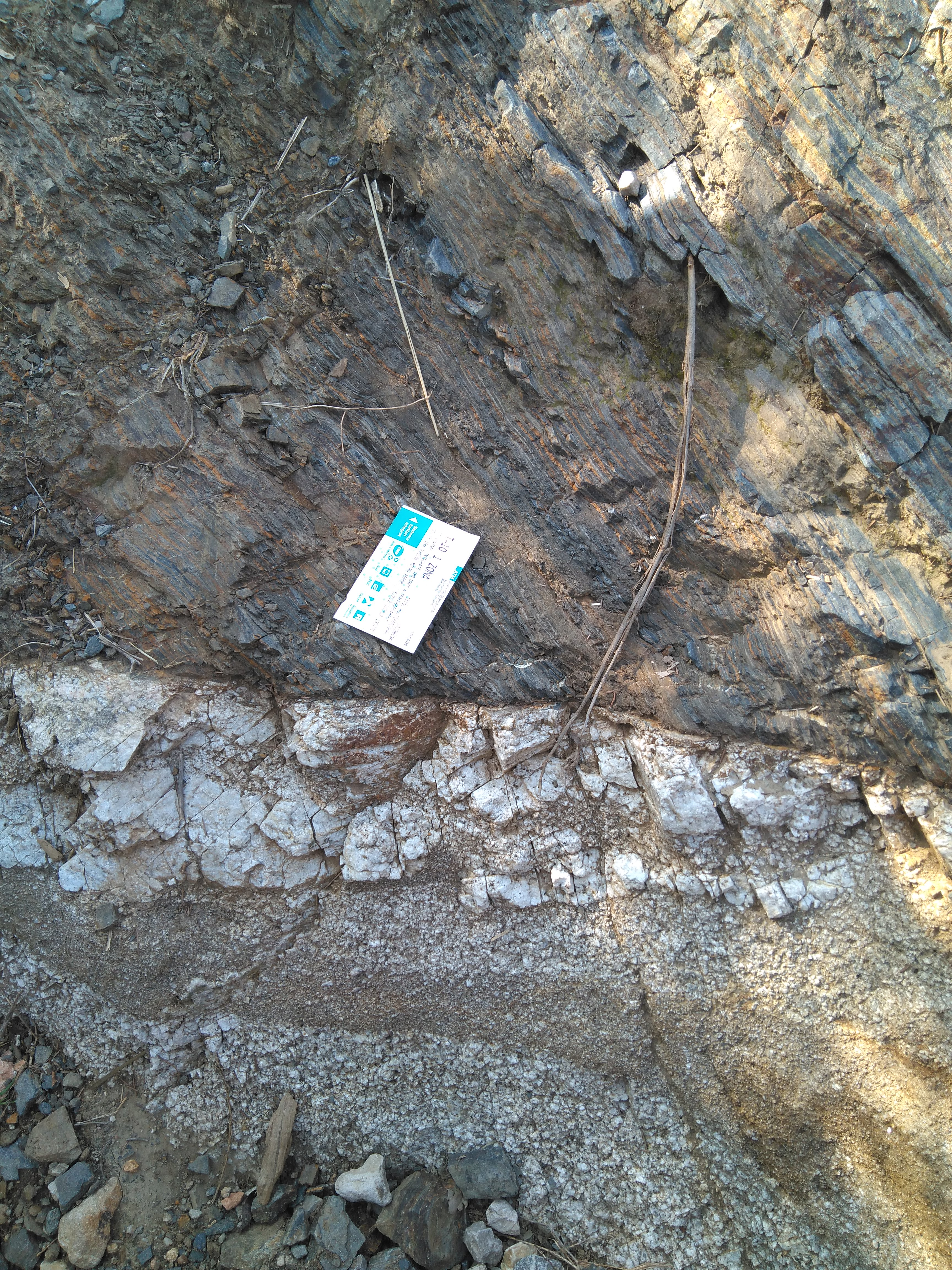
نفوذ سنگ رگه ای (سفید) بین دو سنگ از قبل موجود. کوه‌های کولسرولا

سنگ نیمه‌آتشفشانی (به انگلیسی: subvolcanic rock) که سنگ نیمه‌ژرفایی (hypabyssal rock) نیز نامیده می‌شود، نوعی سنگ آذرین نفوذی است که در عمق میانه تا نزدیک به سطح پوسته زمین جای گرفته و دارای اندازه بلورهای متوسط و بافت پورفیریتیک در حد واسط سنگ آتشفشانی و ژرف‌توده است. سنگ‌های زیرآتشفشانی شامل دیاباز (دولریت)، کوارتز-دولریت، میکروگرانیت، دیوریت و سنگ سماق است.